# Улрих II фон Кьонигсег
Улрих II фон Кьонигсег (на немски: Ulrich II von Königsegg; * пр. 1311; † 28 януари 1389) от стария швабски благороднически род Кьонигсег е рицар, залог-господар на Апенцел, Хундвил, Троген, Витенбах, Госау и Херизау.
Той е син на Улрих фон Кьонигсег († 1313) и Елизабет фон Валдбург († сл. 1294), сестра на Рудолф III фон Монфор († 1334), епископ на Кур и Констанц (1322 – 1334), вдовица на фон Хоенфелс, дъщеря на „трушсес“ Еберхард II фон Валдбург († 1291) и Елизабет фон Монфор († сл. 1293), дъщеря на граф Рудолф II фон Монфор-Фелдкирх († 1302) и Агнес фон Грюнинген († сл. 1265/1328). Потомък е на Бертхолд фон Фронхофен († сл. 1209/сл. 1212), господар на Кьонигсег.
През 1613 г. потомците му стават фрайхерен и през 1629 г. са издигнати на имперски графове от император Фердинанд II.

## Фамилия
Улрих II фон Кьонигсег се жени за Анна фон Хюрнхайм-Катценщайн († 27 август 1350), дъщеря на рицар Улрих фон Хюрнхайм-Катценщайн († 1315) и Маргарета († сл. 1328). Te имат осем деца:
- Анселм фон Кьонигсег († 24 януари 1380)
- Бенц фон Кьонигсег
- Улрих фон Кьонигсег († 1375?)
- Катарина фон Кьонигсег († 1391), омъжена за фон Волфурт
- Улрих фон Кьонигсег-Аулендорф († 18 май 1386/19 май 1388), господар на Аулендорф и Марщетен, женен за Маргарета фон Шеленберг († 14 февруари 1403), дъщеря на Хайнрих фон Шеленберг-Лаутрах († 1386) и Елизабет († сл. 1399); има осем деца
- Бертхолд фон Кьонигсег († 26 септември 1378), женен I. за Клара фон Ерлах, I. за Анна фон Хоентан; от първия брак има една дъщеря Анастасия († сл. 1398)
- Улрих (Утц) фон Кьонигсег († 6 август 1373/5 юни 1380)
- Еберхард фон Кьонигсег-Фронхофен († 24 юни 1377), господар на Кьонигсегерберг, фогт на Госау, женен за Урсула фон Клингенберг († сл. 1391); имат три сина